# 埃斯佩兰蒂诺波利斯
埃斯佩兰蒂诺波利斯是巴西马拉尼昂州的一个市镇。总面积480.943平方公里，总人口18439人，人口密度38.3人/平方公里。